# Рожков, Николай Борисович
Рожков Николай Борисович (28 октября 1866, Санкт-Петербург — 6 декабря 1927) — ведущий инженер-технолог текстильной отрасли России конца XlX начала XX вв. Инженер-технолог Орехово-Зуевской мануфактуры Саввы Морозова, директор прядильной и ткацких фабрик Прохоровской Трехгорной мануфактуры и мануфактуры Красильщиковых, заведующий производственным отделом Иваново-Вознесенского текстильного Треста.

## Биография

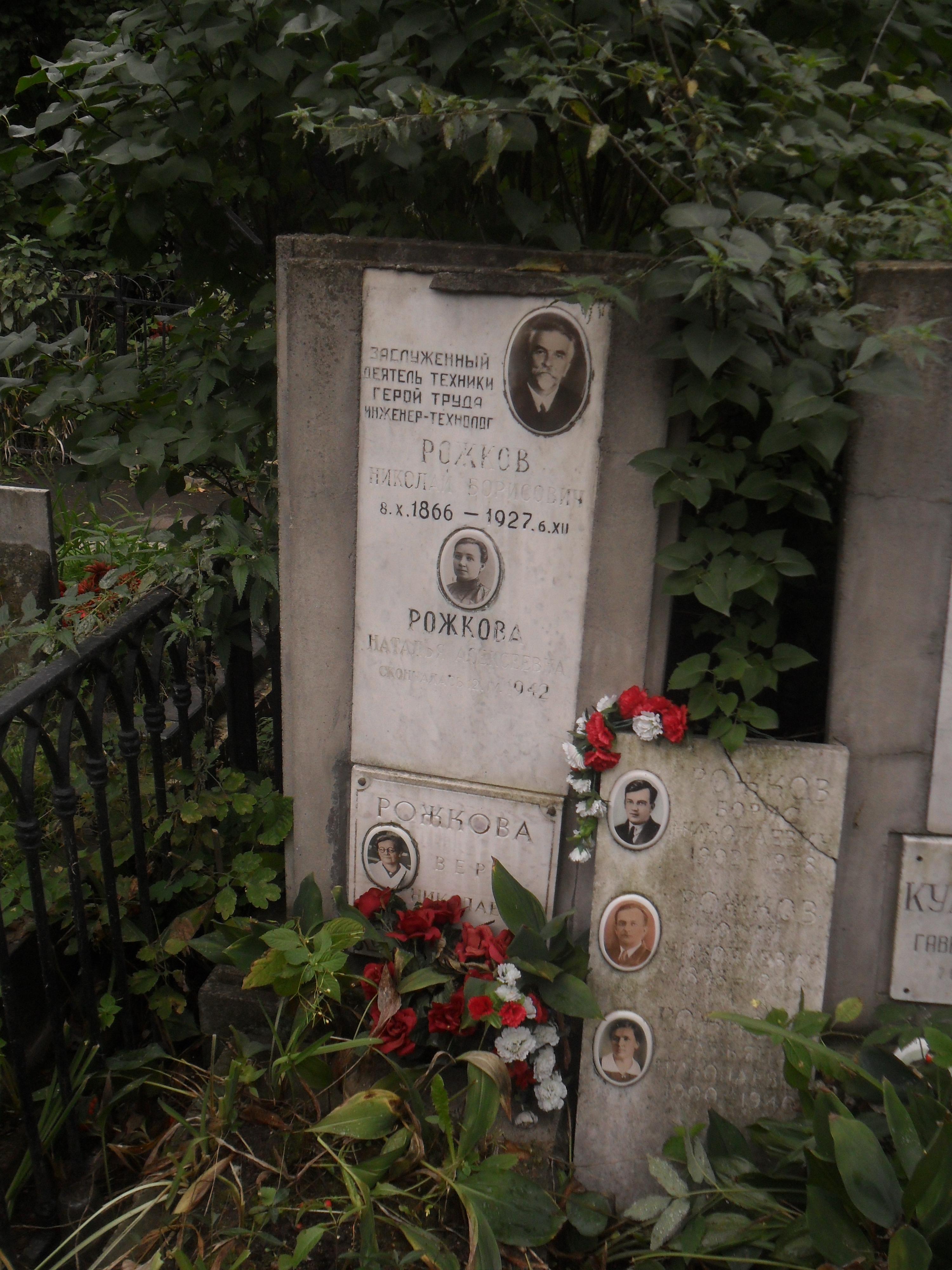
Могила Рожкова на Новодевичьем кладбище Москвы.

Родился 28 октября 1866 года в Санкт-Петербурге. Обучался грамоте сначала дома, потом в школе. В 1878 году поступил в Санкт-Петербургское 1-е реальное училище, дополнительный класс которого окончил в 1885 году и в том же году поступил Санкт-Петербургский технологический институт (механическое отделение, технология волокнистых веществ). По окончании института, со званием инженера-технолога, в 1890 году поступил на Никольскую мануфактуру Саввы Морозова в Орехово-Зуево, на должность помощника приготовительного мастера (англичанина — И. И. Памфорда), под руководством которого работал в течение трех лет (в это же время изучил практический и теоретический английский язык).
В 1894 году Н. Б. Рожков был командирован Правлением Никольской мануфактуры в Англию, для изучения ниточного производства и гребенной прочес хлопка и для последующего внедрения этой технологии на Никольской мануфактуре С. Морозова. В Англии пробыл 13 месяцев, работал сперва на заводах Аза-Лиз, Добсона-Барло и Гешерингтона, а затем на бумаго-прядильных фабриках Ольдгама, Болтона, Керкама и Манчестера. Возвратившись в 1895 году, Н. Б. Рожков (в должности мастера приготовительного, прядильного и крутильного отделов Никольской мануфактуры) собирает и устанавливает новейшие машины гребенного отдела, внедряет английскую технологию.
В 1898 году Н. Б. Рожков приглашен на должность директора прядильной и ткацкой фабрик Прохоровской Трехгорной Мануфактуры в Москве, где работал до 1906 года в течение восьми лет и руководил реконструкцией предприятия. Основное внимание Н. Б. Рожкова было сосредоточено на ткацкой фабрике (расширено жаккардовое ткачество, усилена выработка тонких сатинов и фасонное ткачество летних и зимних тканей), кроме того, прядильная фабрика была расширена с 28 000 веретен до 42 000. В 1900 году Н. Б. Рожков был командирован правлением фабрики на Всемирную выставку в Париж на два месяца.
Одновременно, с 1898—1906 года Н. Б. Рожков состоял членом Общества Содействия мануфактурной промышленности, принимал участие в издании журнала этого общества, писал переводные статьи, так же перевел книгу Юнга «Американская хлопчато-бумажная промышленность».
После вооруженного восстания 1905 года на Пресне и на «трехгорке», в мае 1906 года Н. Б. Рожкову пришлось уйти с Прохоровской мануфактуры, вследствие недоразумения с владельцем.
По рекомендации главного инженера П. Х. Матиссен, Н. Б. Рожков поступил сперва консультантом, потом директором на прядильную и ткацкую фабрики Мануфактуры А. Красильщиковой в Родниках. Здесь Н. Б. Рожковым был разработан и воплощен план расширения, оснащения и технологического усовершенствования прядильной (до 112 000 веретен) и ткацкой (до 4500 станков) фабрик. Построены новые трехэтажные корпуса (возможно, архитектором был Кузнецов, Иван Сергеевич), введено цветное меланжевое прядение и ткачество, вигоневое прядение и гребенное, разработана выработка высоких номеров пряжи и тонких сатинов из разных тканей (из Египетского хлопка). В 1910—1911 годах Н. Б. Рожков был членом комиссии при Московской бирже по выработке положения о Хлопковом комитете и Арбитражной Комиссии о торговле пряжей и тканями.
В 1914 году Н. Б. Рожков был командирован Правлением фабрик мануфактуры А. Красильщиковой в Англию, в Германию и Швейцарию, для ознакомления с производством автоматических станков и технологиями крашения сырья и пряжи. Были изучёны — завод Гартмана (Саксония), фабрики около Гладбажа, завод Ливзе (Англия), изготовляющие станки-автоматы Нортропа, механический завод Рюти (Швейцария). Начавшаяся мировая война задержала реконструкцию мануфактуры А. Красильщиковой, удалось получить только часть английских станков-автоматов Нортропа. (В 1890 году англичанин Нортроп придумал способ автоматической зарядки челнока, в 1896-м фирма Northrop разработала и вывела на рынок первый автоматический ткацкий станок системы «Northrop»). (недоступная ссылка)
После революции и национализации прядильных и ткацких фабрик мануфактуры Красильщиковых (1917 г.) Н. Б. Рожков, оставаясь директором, проводит новый способ управления фабриками через примирительные камеры, контрольные комиссии и Фабкомы. В 1918 году он был избран рабочими организациями в Правительственное Правление фабрик (Московское отделение правления), работал в комиссиях при Главтекстиле и ВСНХ по хлопчато-бумажным отделам. В течение 1918—1921 годах Н. Б. Рожков работал в Вичугско-Родниковском правлении и правлении Райтекстиля, участвовал в выработке программы и организации Текстильного факультета Иваново-Вознесенского политехнического института.
С 1921 года Н. Б. Рожков избран в правление Иваново-Вознесенского текстильного Треста, на должность Заведующий производственным отделом Треста. По проекту Н. Б. Рожкова и под его личным руководством строится новая прядильная фабрика им. Дзержинского в Иваново-Вознесенске (работает с ноября 1927 года). По поручению К. И. Фролова (начальника Треста) Н. Б. Рожков проектирует крупнейший в стране Меланжевый комбинат в Иваново-Вознесенске, вновь едет за границу для ознакомления с последними достижениями текстильного машиностроения. Так же, в течение шестилетней работы в Тресте Н. Б. Рожковым проделана работа по стандартизации тканей и их выработки, по специализации фабрик и районированию продукции.
Умер Николай Борисович Рожков внезапно (неожиданный паралич сердца, после операции на аппендицит), 6 декабря 1927 года, на 61-м году жизни.
9 января 1928 года инженер Николай Борисович Рожков, посмертно, награждён орденом Трудового Красного Знамени.